# 土耳其裔烏茲別克人
土耳其裔烏兹别克人是指生活或出生在乌兹别克斯坦共和国的土耳其族。他们有土耳其的語言与文化，不同于烏兹别克族。

## 历史
他们多数是格鲁吉亚的麥斯赫特土耳其人，被斯大林以与纳粹勾结为名发配中亚。他们多数從事农业与畜牧业，在1989年人口普查有106302人。在1989年他们与烏兹别克族在費尔干纳衝突，死了103人与走了1000人。700间房屋损坏，60000人被遣返，这次他们回格鲁吉亚。

## 人口
他们多数分布于撒馬尔罕与费尔干纳，他们与烏兹别克人虽也是突厥族，但他们文化不同，他们有一部分被同化了。大约一万五千到两万人分布于塔什干，鍚尔河州，Djizak，Kashkadarya。大概三千人生活在布哈拉，四千人生活在撒马尔罕，二千人生活在纳沃伊。